# Resolution ES-10/20 der UN-Generalversammlung
Die Resolution A/RES/ES-10/20 der Generalversammlung der Vereinten Nationen ist eine Resolution der Zehnten Dringlichkeitssitzung der UN-Generalversammlung, welche die israelische Reaktion auf die Proteste an der Grenze von Gaza, 2018 kritisiert. Der entsprechende Resolutionsentwurf A/ES-10/L.23 wurde von den Staaten Algerien, Türkei und Palästina eingebracht und mit 120 Ja-Stimmen, 8 Nein-Stimmen und 45 Enthaltungen angenommen. 20 Staaten nahmen an der Abstimmung nicht teil.
Deutschland und Österreich enthielten sich der Stimme, die Schweiz und Liechtenstein stimmten für die Resolution.